# Kristina Garuolienė
Kristina Garuolienė (* 25. Februar 1972) ist eine litauische Gesundheits-Politikerin, Vizeministerin und Kinderärztin.

## Leben
Nach dem Abitur 1990 an der Mittelschule absolvierte Kristina Garuolienė von 1990 bis 1996 das Diplomstudium der Medizin und von 1996 bis 1999 die Residentur der Kindermedizin, von 2007 bis 2011 promovierte sie zum Doktor an der Vilniaus universitetas. Von 2003 bis 2005 absolvierte sie das Studium der Verwaltung an der 	 Mykolo Romerio universitetas.
1999–2016 arbeitete Kristina Garuolienė bei Valstybinė ligonių kasa. Ab  2012 lehrte sie  als Lektorin an der Vilniaus universitetas. Seit dem 23. Dezember 2016 ist sie stellvertretende Gesundheitsministerin Litauens, Stellvertreterin von Aurelijus Veryga im Kabinett Skvernelis (17. Regierung).
Kristina Garuolienė ist verheiratet.